# Lena Johansson (politiker)
Lena Bozena Maria Johansson, född Thunberg 14 oktober 1969 i Kroatien i Jugoslavien, är en svensk politiker (socialdemokrat). Hon är ordinarie riksdagsledamot sedan 2022, invald för Västmanlands läns valkrets. Johansson var regionråd i Region Västmanland 2014–2022.
I riksdagen är hon suppleant i försvarsutskottet.